# شهرستان وود (ویرجینیای غربی)
شهرستان وود، ویرجینیای غربی (به انگلیسی: Wood County, West Virginia) یک سکونتگاه مسکونی در ایالات متحده آمریکا است که در ویرجینیای غربی واقع شده‌است.

## خصوصیات
شهرستان وود ۹۷۶٫۴۳ کیلومترمربع مساحت دارد.